# Le printemps
"Le printemps" is een nummer van de Franse zanger Michel Fugain, uitgebracht onder de naam Michel Fugain et Le Big Bazar. Het nummer werd uitgebracht op zijn album Numero 4 uit 1976. Dat jaar werd het nummer uitgebracht als de tweede single van het album.

## Achtergrond
"Le printemps" is geschreven door Fugain, Maurice Vidalin en Georges Blaness en geproduceerd door Fugain. Het is gearrangeerd door Jean Bouchety. Het nummer, waarvan de titel naar het Nederlands te vertalen als "De lente", is geïnspireerd door volksmuziek uit Oost-Europa. Het wordt beschreven als een vrolijk lentenummer.
"Le printemps" werd enkel een hit in de voorloper van de Waalse Ultratop 50, waar het de zesde plaats behaalde. In Nederland behaalde het de Top 40 niet en bleef het steken op de vierde plaats in de Tipparade. In 1996 coverde de Nederlandse band BZN het nummer voor hun livealbum A Symphonic Night.

## NPO Radio 2 Top 2000
| Nummer met noteringen in de NPO Radio 2 Top 2000 | '00  | '01  | '02  | '03  | '04  | '05  | '06 | '07  | '08  | '09  | '10  | '11  | '12  | '13  |
| ------------------------------------------------ | ---- | ---- | ---- | ---- | ---- | ---- | --- | ---- | ---- | ---- | ---- | ---- | ---- | ---- |
| Le printemps                                     | 1274 | 1550 | 1226 | 1678 | 1477 | 1115 | 867 | 1603 | 1212 | 1628 | 1491 | 1554 | 1567 | 1894 |

1. ↑  Een vetgedrukt getal geeft de hoogste notering aan.
2. ↑  2000 was het eerste jaar met een notering voor dit nummer.
3. ↑  Deze tabel is bijgewerkt tot en met de laatste editie (2024).